# Ломянки-Дольні
Ломянкі-Дольне (пол. Łomianki Dolne) — село в Польщі, у гміні Ломянки Варшавського-Західного повіту Мазовецького воєводства.
Населення — 1348 осіб (2011).
У 1975-1998 роках село належало до Варшавського воєводства.

## Демографія
Демографічна структура станом на 31 березня 2011 року:
|          | Загалом | Допрацездатний вік | Працездатний вік | Постпрацездатний вік |
| -------- | ------- | ------------------ | ---------------- | -------------------- |
| Чоловіки | 692     | 259                | 414              | 19                   |
| Жінки    | 656     | 209                | 400              | 47                   |
| Разом    | 1348    | 468                | 814              | 66                   |